# Хотиевка (Корюковский район)
Хотиевка (укр. Хотіївка) — село в Корюковском районе Черниговской области Украины. Население 292 человека. Занимает площадь 1,821 км².
Код КОАТУУ: 7422489401. Почтовый индекс: 15360. Телефонный код: +380 4657.

## Власть
Орган местного самоуправления — Хотиевский сельский совет. Почтовый адрес: 15360, Черниговская обл., Корюковский р-н, с. Хотиевка, ул. Довженко, 9.